# Atari Terror
Atari Terror je česká rocková kapela hrající od roku 2004.

## Hudební žánr
Hudební žánr skupiny by se dal popsat jako moderní crossover s širokým záběrem hudebních stylů (hardcore, metal, punk, ska, country, ...). Členové skupiny mezi své hudební vzory řadí škálu umělců počínaje Johnny Cashem a Peterem Gabrielem, Sepulturou a Panterou konče. Pro skupinu jsou typické dva mužské hlasy.

## Historie
Skupina vznikla v roce 2004.
V létě roku 2005 skupina vydala promo desku Part 1: The Rise of Motofoko – First Blood
a vydala se turné po českých klubech a festivalech.
V roce 2006 kapela zvítězila v hudební soutěži Šiba Music Chance, o rok později pak přidala vítězství v soutěži Jack Daniel´s Music a v rámci ní odletěli do Nashville reprezentovat Českou republiku na Global Music Event. V té době se objevili například v pořadu Noc s Andělem.
V červenci 2007 vystoupili v Polsku. 21. listopadu pokřtili desku Part 2: Attention! v Retro Music Hall. Jednalo se o historicky první přenos koncertu prostřednictvím internetu z ČR na portál Second Life a Bandzone.cz. Hlavními partnery byly Radio Wave a Český rozhlas online. V březnu roku 2008 vydala skupina videoklip „Attention!“. Během roku kapela koncertovala na Ukrajině (Rivne) nebo v Německu (Berlín). Počátkem roku 2009 měl premiéru videoklipu „Motofoko“. 9. června předskakovala skupina spolu s the.switch americké kapele Korn na jejich koncertu v Praze. Při té příležitosti umístili na internet na čtrnáct dní ke stažení celé své album Part 2: Attention!.
V červnu 2009 přispěli písní Holduj tanci, pohybu na CD Hudba stoprocentních mužů aneb Na shledanou v lepších časech, které je poctou legendární trojici Voskovec, Werich, Ježek. S touto písní skupina živě vystoupila v ČT v pořadech Noc s Andělem a Události v kultuře.
Koncem roku 2009 došlo ke změně jednoho ze zpěváků – Ludvíka nahradil Broňa Míka z českobudějovických Satisfucktion.
V listopadu 2011 vyšla pouze digitálně "deska" Part 3: Final Warning, v dubnu 2013 nové rozšířené vydání (Extended version).
19. prosince 2014 oslavila skupina v pražské Akropoli desáté narozeniny velkým koncertem s mnoha hosty.
V květnu 2015 vyšlo pětipísňové EP Part 4: Divine Termination.
Pro rok 2017 si skupina "naordinovala " pauzu, kterou přerušila pouze 7.6., když předskočila skupině Gojira.

## Členové
- Dan Kurz – zpěv
- Broňa – zpěv - od 10/2009
- Salma – kytara
- Wlachinski – kytara
- Pornos – baskytara
- Nuňéz – bicí

## Bývalý člen
- Lu2 – zpěv - do 10/2009

## Diskografie

### Alba
- Part 1: The Rise of Motofoko - First Blood (2005, vlastní náklad)
- Part 2: Attention! (2007, Championship Records)
- Part 3: Final Warning (8.11.2011, Championship Records)
- Part 4: Divine Termination (8.5.2015, Bandzone s.r.o.)

### DVD
- Promo (2007, vlastní náklad)
- Zabijačka sobotní noci (2009, Championship Records, společně s the.switch)

### Kompilace
- Fresh Energy - SweeTEST Pie (2007, Report)
- Subscriber 2007 vol. II - Wonderful Underground (2007, Rock & Pop)
- Bleed For Me Lover! - Only (2008, Filter)
- Soundczech 20 - Attention (2008, Report)
- Hudba stoprocentních mužů aneb Na shledanou v lepších časech - Holduj tanci, pohybu (2009, Report)
- Tribute Abraxas - Kam jít (2014, Supraphon)

### Klipy a videa
- „Attention!“ (2008)
- „Motofoko“ (2009)
- „No More Love“ (2010) - s Hentai Corporation
- „Oh My God“ (2011)
- „Insane“ (2011)
- „Stuck To The Tit“ (2013)
- "Sobriety" (2014)
- "Je t'aime" (2015)